# Кейтсби, Марк
Марк Кейтсби (англ. Mark Catesby; 24 марта 1682 — 23 декабря 1749) — английский натуралист.
Он опубликовал в период с 1731 по 1743 год своё произведение «Natural History of Carolina, Florida and the Bahama Islands» (Естественная история Каролины, Флориды и Багамских островов), первое собрание о флоре и фауне Северной Америки, с 220 литографиями птиц, пресмыкающихся, земноводных, рыб, насекомых и млекопитающих.

## Биография
Кейтсби родился 24 марта 1682 или 1683 года и был крещён в Касл-Хедингем (англ. Castle Hedingham) в Эссексе 30 марта 1683 года. Отец был юристом. Джон Рэй, друг семейства, пробудил у Кейтсби интерес к естествознанию. После окончания учёбы в Лондоне, Кейтсби вместе со своей сестрой Элисабет переехал в 1712 году в американский город Уильямсберг (англ. Williamsburg, Virginia) в Вирджинии. После смерти отца в 1706 году ему досталось в наследство достаточно средств для жизни. В 1714 году он объехал острова Вест-Индии. В 1719 году он вернулся в Англию.
Он собирал семена и части растений в Вирджинии, а затем посылал их Томасу Фэрчайлду (англ. Thomas Fairchild) в Hoxton (ныне часть Лондона), что сделало Кейтсби известным в английской науке. В 1722 году Королевское общество финансировало его экспедицию в Каролину. Он остановился в Чарльстоне и объехал всю восточную Северную Америку и Карибское море, где собрал образцы растений и птиц. Он посылал их Гансу Слоану, пока в 1726 году не вернулся в Англию.
В течение следующих 16 лет Кейтсби работал над своим сочинением «Natural History of Carolina, Florida and the Bahama Islands», публикация которого финансировалась тогда Королевским обществом и, прежде всего, Питером Коллинсоном. Кейтсби был первым, кто стал использовать в книге доски с цветными изображениями размером с целую страницу. Он сам занимался их травлением. Первые 18 досок не имели фона, но затем Кейтсби начал комбинировать изображения растений и животных. Первый том был закончен в 1731 году. Следующий том появился в 1743 году. Кейтсби умер незадолго до Рождества и был похоронен 23 декабря 1749 года.
26 апреля 1733 года он был избран членом Королевского общества.
Карл Линней использовал многие сведения из Естественной истории Кейтсби в 10-й редакции своей «Systema Naturae» (1758).

## Эпонимы
В честь Кейтсби Линней назвал род растений семейства мареновых — Catesbea.

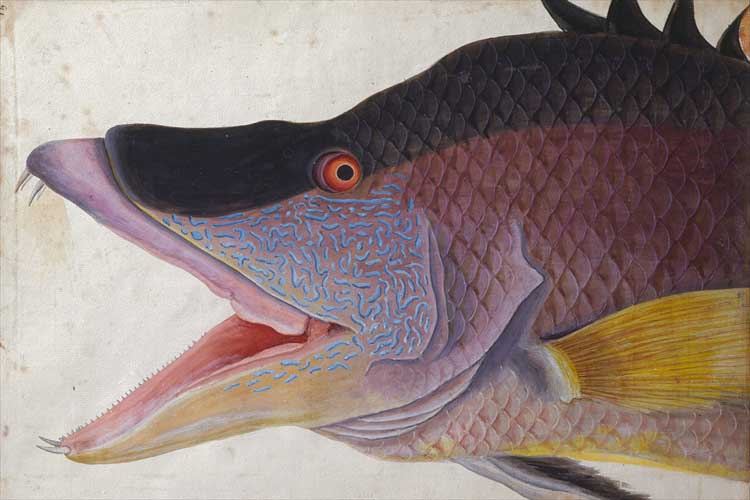
Lachnolaimus maximus, 1725
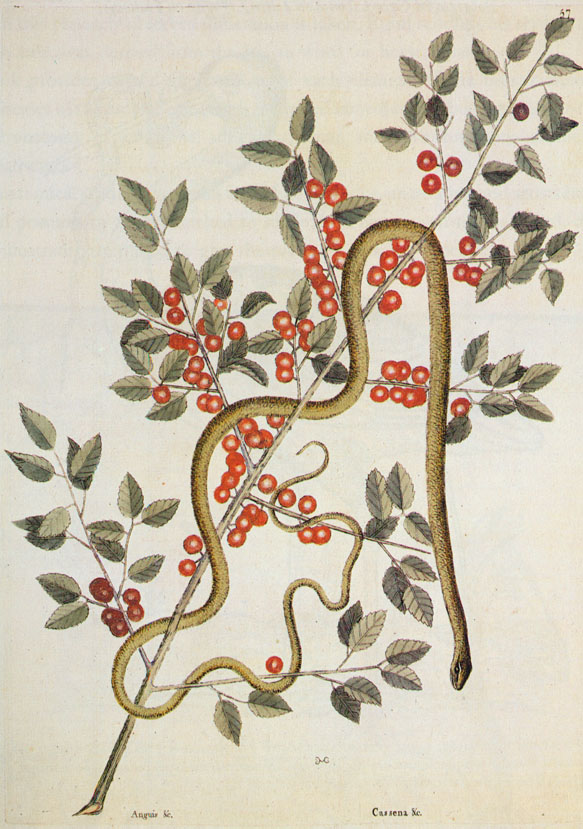
Anguinis viridis, 1743
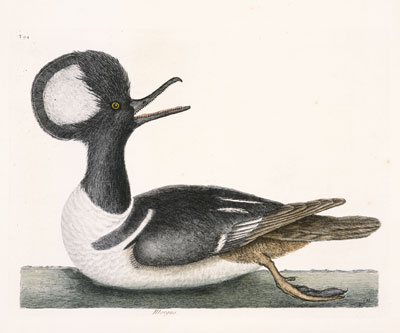
Lophodytes cucullatus, 1748
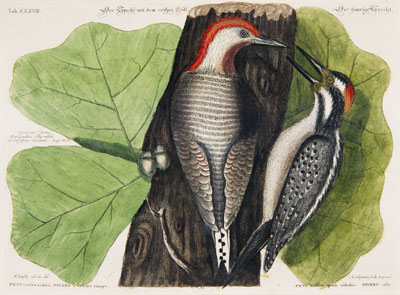
Ventro Rubro, Melanerpes carolinus, 1749
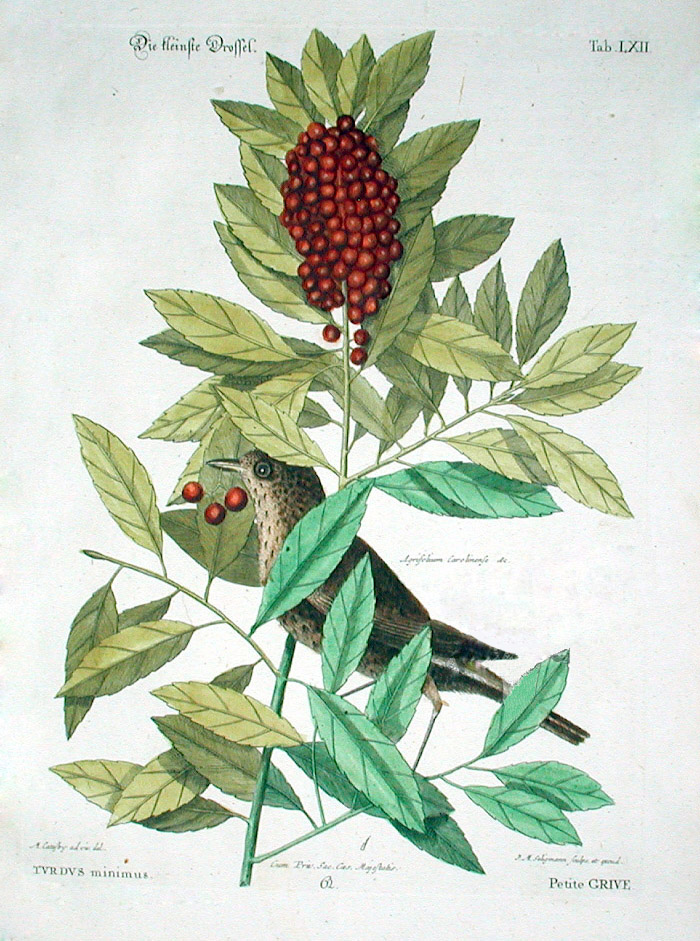
Turdus minimus (теперь Catharus minimus) и Ilex cassine, 1754
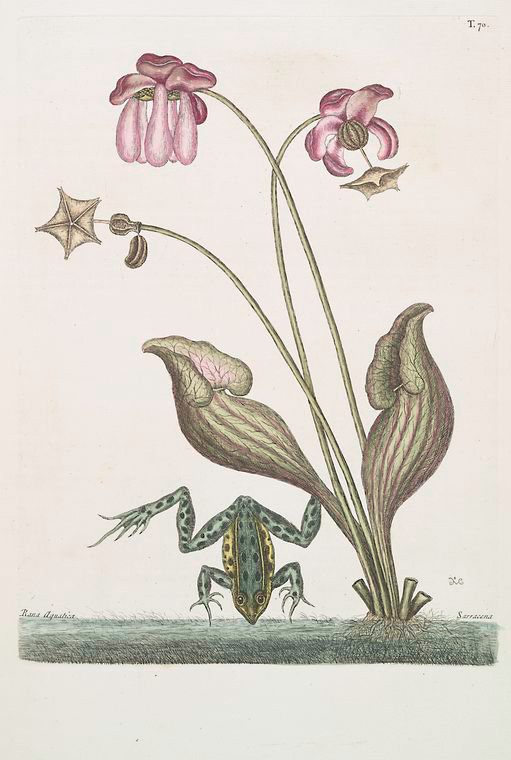
Rana Aquatica, The Water-Frog, 1754
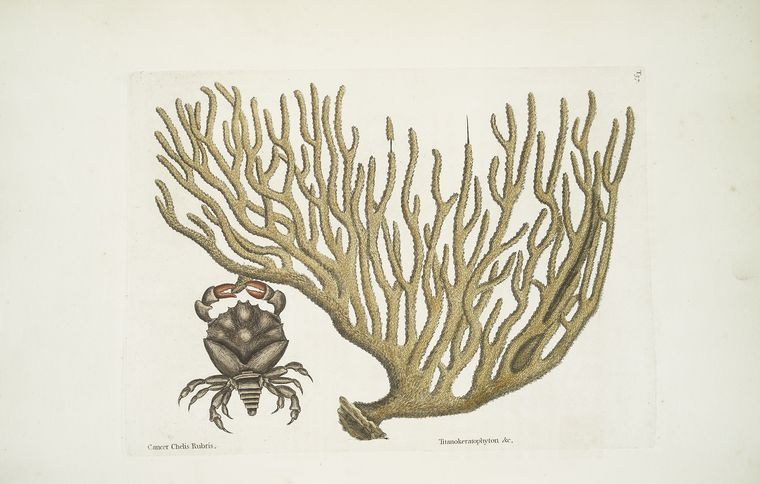
Cance Chelis Rubis, The red-claw Crab; Titanokeratophyton &c. , 1754
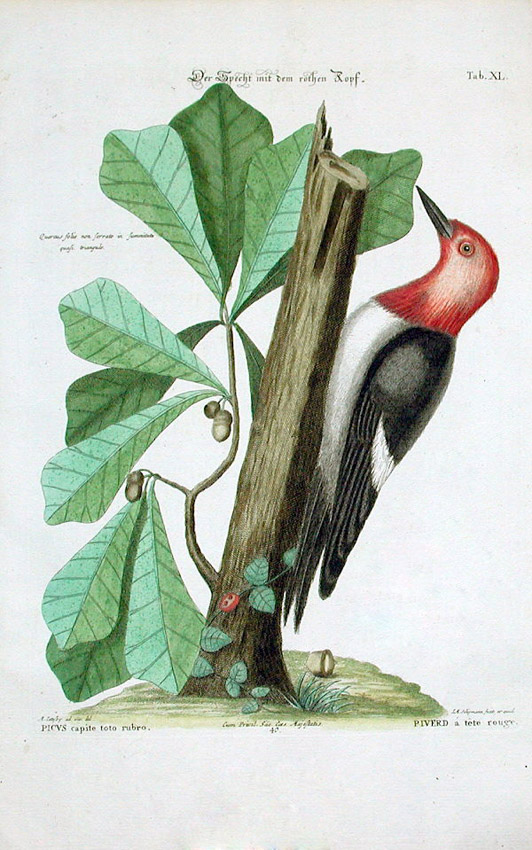
Melanerpes erythrocephalus, 1754
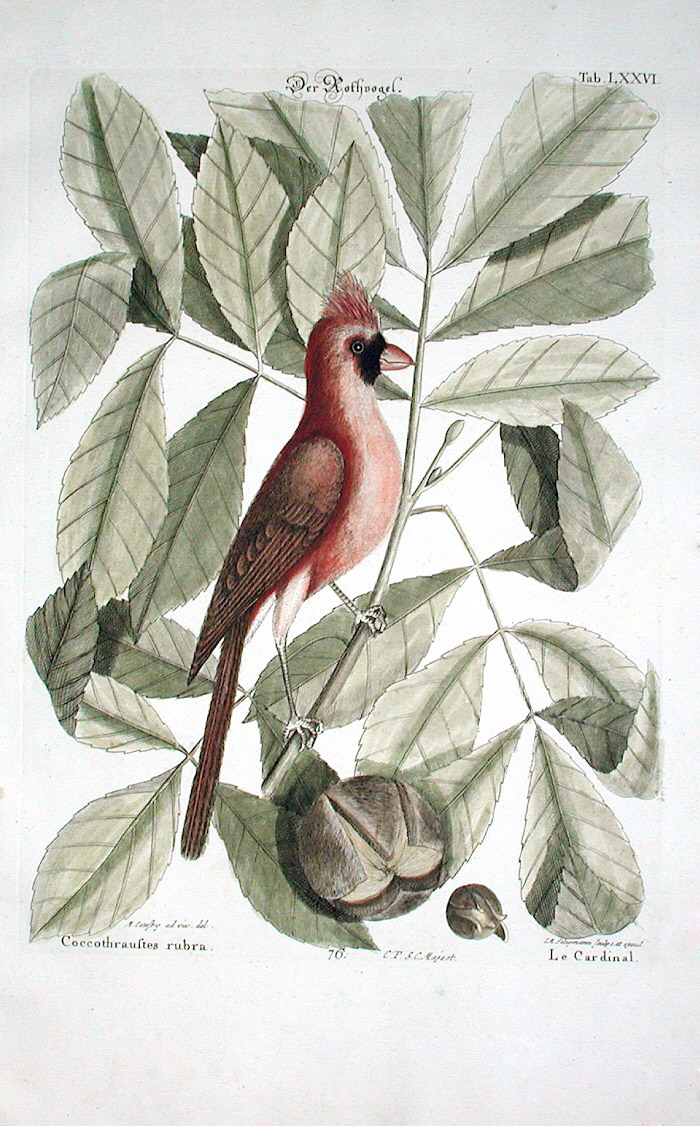
Coccothraustes rubra (вероятно Cardinalis cardinalis) и Nux Juglans alba Virginiensis, 1754
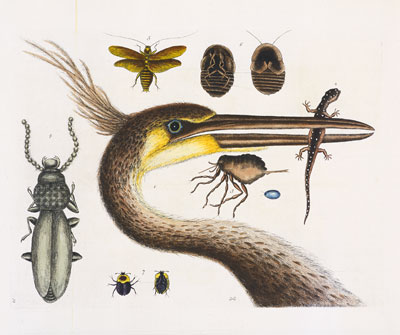
Ardea herodias, 1771